# Alberto Morán
Alberto Morán (Remo Andrea Domenico Recagno; * 15. März 1922 in Strevi, Italien; † 16. August 1997 in Buenos Aires) war ein argentinischer Tangosänger.

## Leben
Morán kam 1926 mit seiner Familie nach Argentinien. Dort trat er als Jugendlicher bei privaten Anlässen unter dem Pseudonym Alberto Román auf. Nachdem ihn der Radiomoderator Francisco Duca bei einem Club in Avellaneda irrtümlich als Alberto Morán ankündigte, behielt er diesen Künstlernamen bei. Er wurde 1941 Mitglied im Orchester von Alberto Las Heras und wechselte kurz darauf in das Orchester des Bandoneonisten Cristóbal Herreros, mit dem er im Café El Nacional auftrat.
Osvaldo Pugliese wurde auf ihn aufmerksam und schickte einige Musiker seines Orchesters, nämlich die Bandoneonisten Osvaldo Ruggiero und Jorge Caldara und den Geiger Enrique Camerano in das El Nacional, um ihn anzuhören. Nach deren Empfehlung engagierte er ihn für sein Orchester, mit dem er im Club Maratón debütierte. Zwischen 1945 und 1954 nahm Morán mit Pugliese 54 Titel auf, darunter Pasional, San José de Flores, El Abrojito, Cordobía, Remembranza, Quiero verte una vez más (von Mario Canaro und José María Contursi) und Desvelo (De flor en flor) (von Eduardo Bonessi und Enrique Cadícamo). 1948 wirkte er mit Puglieses Orchester in dem Film Mis cinco hijos von Orestes Caviglia und Bernardo Spoliansky mit.
Nach dieser Zeit begann er eine Laufbahn als Solist mit einem Orchester unter der Leitung von Armando Cupo. Mit diesem nahm er zwischen 1954 und 1959 46 Titel auf, zwischen 1968 und 1970 24 weitere. 1963 trat er mit dem Orchester von Leo Lipesker auf, 1966 mit dem Pianisten Jorge Dragone. Bei einer Tournee mit Cholo Montironi 1977 durch die USA hatte er Auftritte im Madison Square Garden, im Walt Disney World Resort, in Hollywood und im Club de Las Américas in Miami. Seine letzten Aufnahmen entstanden 1986 mit Alberto Di Paulo. Moran ist der Vater der Tangosängerin Roxana Morán. Nach der Scheidung seiner Ehe lebte er mit der Sängerin Marga Fontana zusammen.